# Huracà Alberto (2000)
Huracà Alberto va ser un dels ciclons tropical més longeus registrats a l'Oceà Atlàntic. Va ser el tercer cicló tropical, el primer primer anomenat i el primer huracà de la temporada d'huracans de l'Atlàntic de 2000. Alberto es va desenvolupar a prop la costa occidental d'Àfrica a partir d'una ona tropical el 3 d'agost. Inicialment va ser una depressió tropical i es va enfortir a tempesta tropical Alberto a primeres hores del 4 d'agost. El 6 d'agost el cicló va virar breument en direcció oest i va assolir l'estatus d'huracà. El cicló va continuar avançant cap a l'oest-nord-oest i a primera hora de l'endemà assolí una velocitat cim de 150 km/h. Poc després, Alberto es recorbà cap al nord-oest i es va topar amb un augment del vent de cisalla que el debilità fins a degradar-se en una tempesta tropical el 9 d'agost. Tanmateix, el sistema es va reforçar ràpidament quan el vents foren més favorables i esdevingué huracà de nou el 10 d'agost. La tempesta gradualment es va dirigir en direcció nord i nord-nord-est entre l'11 i el 12 d'agost. Va ser en aquest darrer període que el cicló va registrar la seva intensitat cim, xifrada en 205 km/h.
A causa de l'increment del vent en les capes superiors del cicló que conduïren a perdre gran part de la seva convecció, Alberto es va debilitar quan avançava a l'est-nord-oest. La desfeta va ser tant marcada que retrocedia a tempesta tropical el 14 d'agost. El comellar que havia estat guiant la tempesta es va avançar i es van desenvolupar fortes crestes al nord i oest. Com a resultat, Alberto va virar al sud el 15 d'agost, en direcció sud-oest el 16 d'agost i finalment, cap a l'oest el 17 d'agost. El cicló es va tornar a enfortir i esdevingué huracà per tercer cop el 18 d'agost quan avançava en direcció nord-oest i després nord. Alberto assolia una tercera intensitat cim de 205 km/h el 20 d'agost quan ostentava l'estatus d'huracà de Categoria 2. Posteriorment, va realitzar un bucle ciclònic inusual que abastà aproximadament 5 graus de latitud i 8 graus de longitud alhora que es debilitava en un Categoria 1. El cicló va rebaixar-se a tempesta tropical el 23 d'agost, poc abans de transicionar a cicló extratropical. Malgrat que no va tocar terra quan va ser tropical, l'ona tropical precursora havia provocat precipitacions dèbils al Senegal. Les restes cicló extratropical van provocar també vents propis d'una tempesta tropical a Islàndia i a Jan Mayen.